# Cycethra macquariensis
Cycethra macquariensis is een zeester uit de familie Ganeriidae.
De wetenschappelijke naam van de soort werd in 1920 gepubliceerd door René Koehler.